# Promozione Puglia 1956-1957
La Promozione fu il massimo campionato regionale di calcio disputato in Puglia nella stagione 1956-1957.
A ciascun girone, che garantiva al suo vincitore la promozione a condizione di soddisfare le condizioni economiche richieste dai regolamenti, partecipavano sedici squadre, ed era prevista la retrocessione solo della peggiore piazzate, a causa del previsto allargamento della sovrastante IV Serie.

## Classifica finale
|  | Pos. | Squadra           | Pt | G  | V  | N  | P  | GF | GS | DR  |
|  | ---- | ----------------- | -- | -- | -- | -- | -- | -- | -- | --- |
|  | 1.   | Torremaggiore     | 46 | 30 | 19 | 8  | 3  | 63 | 20 | +43 |
|  | 2.   | Casarano          | 42 | 30 | 18 | 6  | 6  | 50 | 21 | +29 |
|  | 2.   | Martina           | 42 | 30 | 17 | 8  | 5  | 55 | 20 | +35 |
|  | 4.   | Bisceglie         | 39 | 30 | 15 | 9  | 6  | 57 | 30 | +27 |
|  | 5.   | Acquaviva         | 38 | 30 | 15 | 8  | 7  | 58 | 28 | +30 |
|  | 6.   | San Severo        | 37 | 30 | 14 | 9  | 7  | 50 | 25 | +25 |
|  | 7.   | Monte Sant'Angelo | 33 | 30 | 14 | 5  | 11 | 45 | 47 | -2  |
|  | 8.   | Liberty           | 32 | 30 | 12 | 8  | 10 | 34 | 26 | +8  |
|  | 8.   | Altamura          | 32 | 30 | 13 | 6  | 11 | 47 | 42 | +5  |
|  | 10.  | Manfredonia       | 29 | 30 | 10 | 9  | 11 | 41 | 42 | -1  |
|  | 11.  | Audace Monopoli   | 25 | 30 | 8  | 9  | 13 | 39 | 50 | -11 |
|  | 12.  | Juventina Lecce   | 23 | 30 | 8  | 7  | 15 | 34 | 48 | -14 |
|  | 13.  | Palo              | 22 | 30 | 5  | 12 | 13 | 15 | 29 | -14 |
|  | 14.  | Toma Maglie       | 21 | 30 | 6  | 9  | 15 | 30 | 63 | -33 |
|  | 15.  | Pro Gioia         | 10 | 30 | 3  | 4  | 23 | 23 | 88 | -65 |
|  | 16.  | Mola              | 9  | 30 | 3  | 3  | 24 | 21 | 80 | -59 |

- Per approfondire le decisioni che hanno modificato i verdetti finali del campionato, leggi la sezione "Aggiornamenti" nella voce successiva, Campionato Dilettanti Puglia 1957-1958.

Legenda:
      Promosso in Interregionale Seconda Categoria 1957-1958.
      Retrocesso in Prima Divisione Puglia 1957-1958.
Note:
Due punti a vittoria, uno a pareggio, zero a sconfitta.
Il Mola fu poi riammesso in Promozione.